# 無形文化遺産

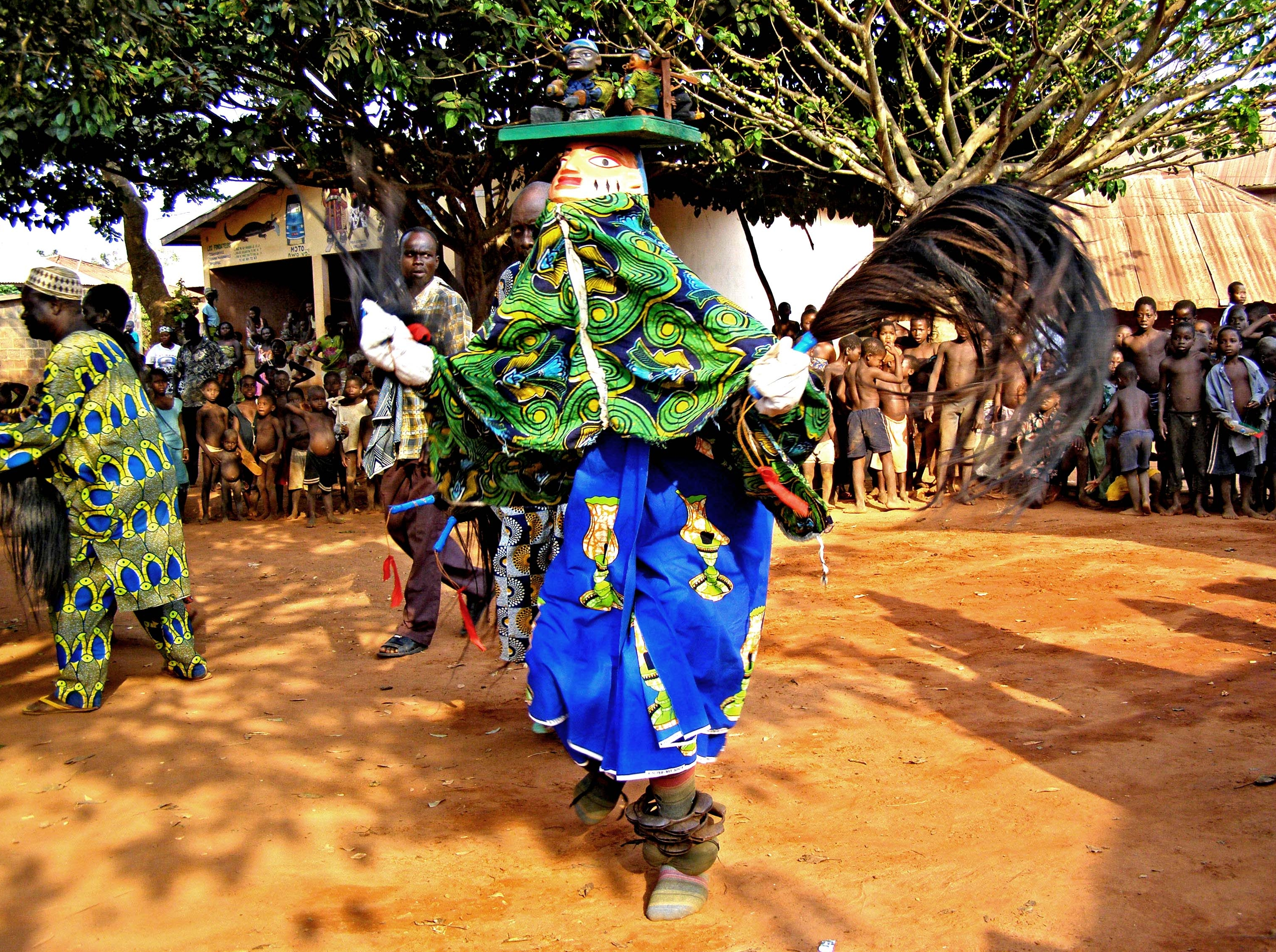
2 ゲレデの口承遺産

無形文化遺産のロゴ

無形文化遺産（むけいぶんかいさん、intangible cultural heritage）は、民俗文化財、フォークロア、口承伝統などの無形文化財を保護対象とした、国際連合教育科学文化機関（ユネスコ）の事業の一つ。2006年に発効した無形文化遺産の保護に関する条約（以下、無形文化遺産条約）に基づく。無形文化遺産に対して、ユネスコの世界遺産は建築物など有形文化財を対象とする。関係して2001年から3回行われた傑作宣言による90件を引き継いて含まれる。
これまでに対象とされた無形文化遺産は、各国の音楽、舞踏、祭り、儀式のほか、インドのヨーガ（2016年）、日本の和紙（2014年）、和食（2013年）など伝統習慣、工芸など多岐にわたる。

## 定義
無形文化遺産条約は、2003年の第32回ユネスコ総会で採択された。第2条で定義されており「無形文化遺産とは、慣習、描写、表現、知識及び技術並びにそれらに関連する器具、物品、加工品及び文化的空間であって、社会、集団及び場合によっては個人が自己の文化遺産の一部として認めるものをいう」。
同条約においては、無形文化遺産の重要性についての意識を向上させるために、ユネスコ内に設置された無形文化遺産保護に関する政府間委員会によって、「人類の無形文化遺産の代表的な一覧表」（Representative List of the Intangible Cultural Heritage of Humanity）を作成することとされている（第16条）。また、条約採択前に人類の口承及び無形遺産の傑作（Masterpieces of the Oral and Intangible Heritage of Humanity）として宣言されたものは、一覧表に記載されることになっている（第31条）。

## 表記
一般に、この一覧表に掲載される無形文化遺産を、世界無形遺産や世界無形文化遺産のように「世界」を冠した俗称もあるが、日本での条約承認手続きにおける表記は無形文化遺産であり、条約本文においても「world」の語は含まれていない。

## 経緯
無形文化遺産は、芸能（民族音楽・ダンス・劇など）、伝承、社会的慣習、儀式、祭礼、伝統工芸技術、文化空間などが対象である。有形の文化遺産については既に1972年に採択された世界の文化遺産及び自然遺産の保護に関する条約（世界遺産条約）により、世界遺産を一覧にするなど保護の枠組みが整えられていたが、無形文化遺産についてはその枠組みで保護することが難しいため、新たな枠組みが作られた。無形文化遺産条約は、締約国が30か国に達した時点から3か月後に発効する規定となっており、採択されてから約3年後の2006年4月20日に発効した。
ユネスコでは、無形文化遺産条約の発効に先立ち、隔年で「人類の口承及び無形遺産の傑作の宣言」（傑作宣言）として発表していた。隔年で3回行われ（2001年、2003年、2005年）、計90件が傑作宣言された。これらは無形文化遺産条約の発効後に代表一覧表に統合され、その後の宣言は行われない。
2007年9月には、代表一覧表や「緊急に保護する必要のある無形文化遺産の一覧表（危機一覧表）」などの作成について協議する、ユネスコの第2回政府間委員会が日本で開催された。この委員会では、第1回の一覧表作成を、2009年9月に行うことで各国政府代表が合意した。2008年6月に開催されたユネスコ総会で正式に決定された。なお、代表一覧表への各締約国の提案提出期限については、第1回は2008年9月末となっている。ちなみに、危機一覧表は2009年3月15日である。第2回目以降は、代表一覧表への提出期限は毎年8月末とされている。

## 分野
無形文化遺産の保護に関する条約第2条第2項では、下記の5つの分野（Domain）を挙げている。
- 口承による伝統及び表現（無形文化遺産の伝達手段としての言語を含む）
- 芸能
- 社会的慣習、儀式及び祭礼行事
- 自然及び万物に関する知識及び慣習
- 伝統工芸技術

この分野は、各国がユネスコに推薦する際の推薦書のフォーム上に記載することとなっている。2009年代表一覧表の掲載案件について、日本からの推薦は1件につき該当分野を1つにしているが、複数分野に該当するものとして提案・登録される例も多く存在する。代表一覧表に記載されたものの中には、該当分野が記載されていないものもある。

## 選定方法
無形文化遺産条約を批准した国の中から選出される24の委員国（任期4年で2年毎に半数改選）によって構成される「無形文化遺産の保護に関する条約締約国政府間委員会（以下、政府間委員会）」が年1回開催され、提案物件を審議する。委員国委員は各国のユネスコ大使や書記官などになる。
また、政府間委員会の中から6ヶ国を選任し補助委員会とし、政府間委員会から委任された各分野に携わるNGO6団体と専門の研究者6人を諮問会議と共同で提案された案件について現地調査などの事前審査を行い、政府間委員会に勧告として報告を上げる。勧告は「登録（代表一覧表への掲載）」「情報照会」「不登録（不記載）」の三段階評価で下される。
なお、世界遺産はユネスコ（世界遺産センター）に対し「推薦」するが、無形文化遺産は政府間委員会に対し「提案」する形式となる。

### 政府間委員会
- 第1回：2006年11月／アルジェリア・アルジェ
- 第2回：2007年9月／日本・東京
- 第3回：2008年11月／トルコ・イスタンブール
- 第4回：2009年9月／アラブ首長国連邦・アブダビ
- 第5回：2010年11月／ケニア・ナイロビ
- 第6回：2011年11月／インドネシア・バリ
- 第7回：2012年12月／ユネスコ本部（フランス・パリ）
- 第8回：2013年12月／アゼルバイジャン・バクー
- 第9回：2014年11月／ユネスコ本部
- 第10回：2015年11〜12月／ナミビア・ウィントフック
- 第11回：2016年11〜12月／エチオピア・アディスアベバ
- 第12回：2017年12月／韓国・済州島
- 第13回：2018年11〜12月／モーリシャス・ポートルイス
- 第14回：2019年12月／コロンビア・ボゴタ
- 第15回：2020年12月／ジャマイカ・キングストンでの開催を予定していたが、新型コロナウイルス感染症 (2019年)によりユネスコ本部主導によるオンライン会議となった
- 第16回：2021年12月／ユネスコ本部主導によるオンライン会議
- 第17回：2022年11〜12月／モロッコ・ラバト
- 第18回：2023年12月／ボツワナ・カサネ
- 第19回：2024年12月／パラグアイ・アスンシオン
- 第20回：2025年12月／インド・ニューデリー

この他、2007年・2008年（2回）・2012年・2022年に臨時政府間委員会を開催している。また、西暦偶数年に無形文化遺産条約締約国総会を開催し、委員国の入れ替え選任や運用規則の見直し、最新の学術的動向の確認とその採用の検討などが行われる。
政府間委員会は登録審査だけでなく、2019年の第14回政府間委員会では、風刺を込めた山車やパフォーマンスを披露するベルギーの「アールストのカーニバル」における出し物の中にユダヤ人を侮蔑するものが含まれており、反ユダヤ主義的で人種差別だとして無形文化遺産としては初となる登録抹消を決定している。

## 代表一覧表
2008年6月に開催された締約国総会で採択された運用指示書に、代表一覧表に記載される基準やタイムテーブルが示されている。それによれば、2009年9月に開催予定の政府間委員会で第1回の代表一覧表が作成され、その後毎年更新されていく予定である。代表一覧表は、各締約国から提出される個別提案案件を、政府間委員会に設けられる補助機関が審査し、その後、政府間委員会が最終的に評価・決定することによって作成され、世界遺産の評価体制とは異なる。
条約第16条、17条に基づいて作成される無形文化遺産の国際的保護を行うために作成される一覧表は、関係締約国からの提案または要請に基づき、締約国から選出される政府間委員会が作成する。一覧表は、
- 「人類の無形文化遺産の代表的な一覧表」（代表一覧表）
- 「緊急に保護する必要がある無形文化遺産の一覧表」（危機一覧表）

の2種類がある。
なお、世界遺産と同様に登録国に偏りがみられるほか、歴史的・民俗的共通性をもつ遺産であるにもかかわらず、複数国家が別々に登録申請を行い、さらにその過程で自国の固有性を主張しあう国際紛争に至るケースもある。例えば、2005年に登録された韓国の「江陵端午祭」について中国政府は抗議し、韓国の一地域での慣習であるとの定義を求めた。のちに同国は、「端午節」の登録（2009年）を果たした。登録名称が、英語では［dragon boat］、中国語では［端午节］と異なるのは、［江陵端午祭］と対比して、文化間の対話と尊重を促進する地域的、国家的および国際的レベルでの含意を明確にしようと、中国政府が意図したためである。

## 人類の口承及び無形遺産の傑作の宣言

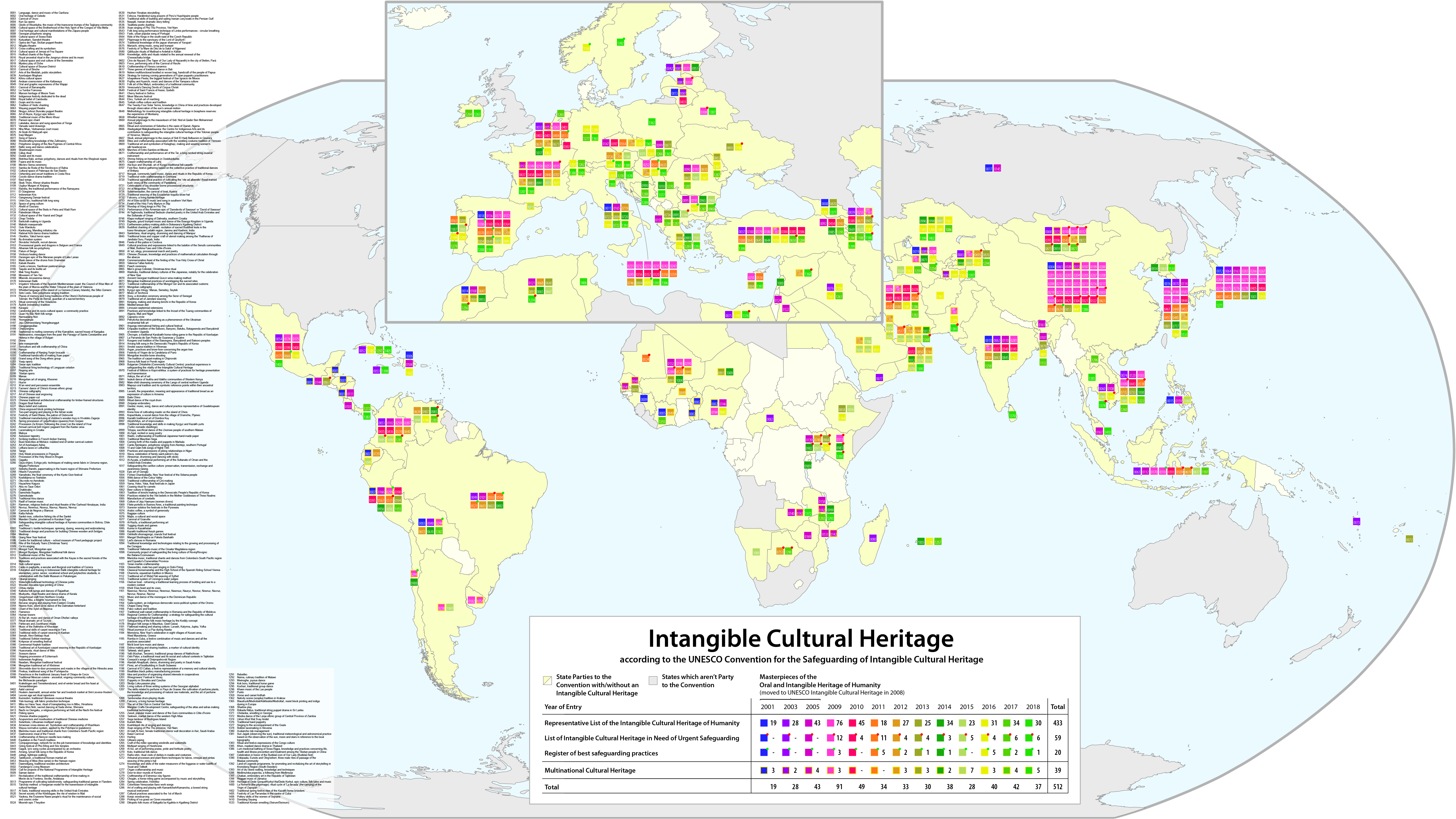
人類の口承及び無形遺産の傑作の分布

無形文化遺産の保護に関する条約の発効以前は、法的に無形文化遺産として登録できないので、ユネスコとして、たぐいない価値を有する世界各地の口承伝統や無形遺産を讃えるとともに、政府、NGO、地方公共団体に対して口承及び無形遺産の継承と発展を図ることを奨励し、独自の文化的特性を保持することを目的として、基準を満たすものを、「人類の口承及び無形遺産の傑作の宣言」（傑作宣言）として公表した。第1回の宣言は2001年5月18日に、第2回の宣言は2003年11月7日に、第3回の宣言は2005年11月25日に行なわれ、それぞれ19件、28件、43件が傑作宣言されている。2006年に無形文化遺産条約が発効し、これらのものについては2009年に代表一覧表に正式登録され、統合された。
傑作宣言では、「選考基準」のいずれかの条件を満たすものについて、「考慮基準」を考慮のうえ選考された。
選考基準
- たぐいない価値を有する無形文化遺産が集約されていること
- 歴史、芸術、民族学、社会学、人類学、言語学または文学の観点から、たぐいない価値を有する民衆の伝統的な文化の表現形式であること

考慮基準
- 人類の創造的才能の傑作としての卓越した価値
- 共同体の伝統的・歴史的ツール
- 民族・共同体を体現する役割
- 技巧の卓越性
- 生活文化の伝統の独特の証明としての価値
- 消滅の危険性

## 登録されている無形文化遺産の一覧
2006年に無形文化遺産条約が発効した。これにより、条約発効前にユネスコにより実施していた「人類の口承及び無形遺産に関する傑作の宣言」に登録されていたものは、2008年11月に本条約の代表一覧表に統合された。

## 日本国内の動向

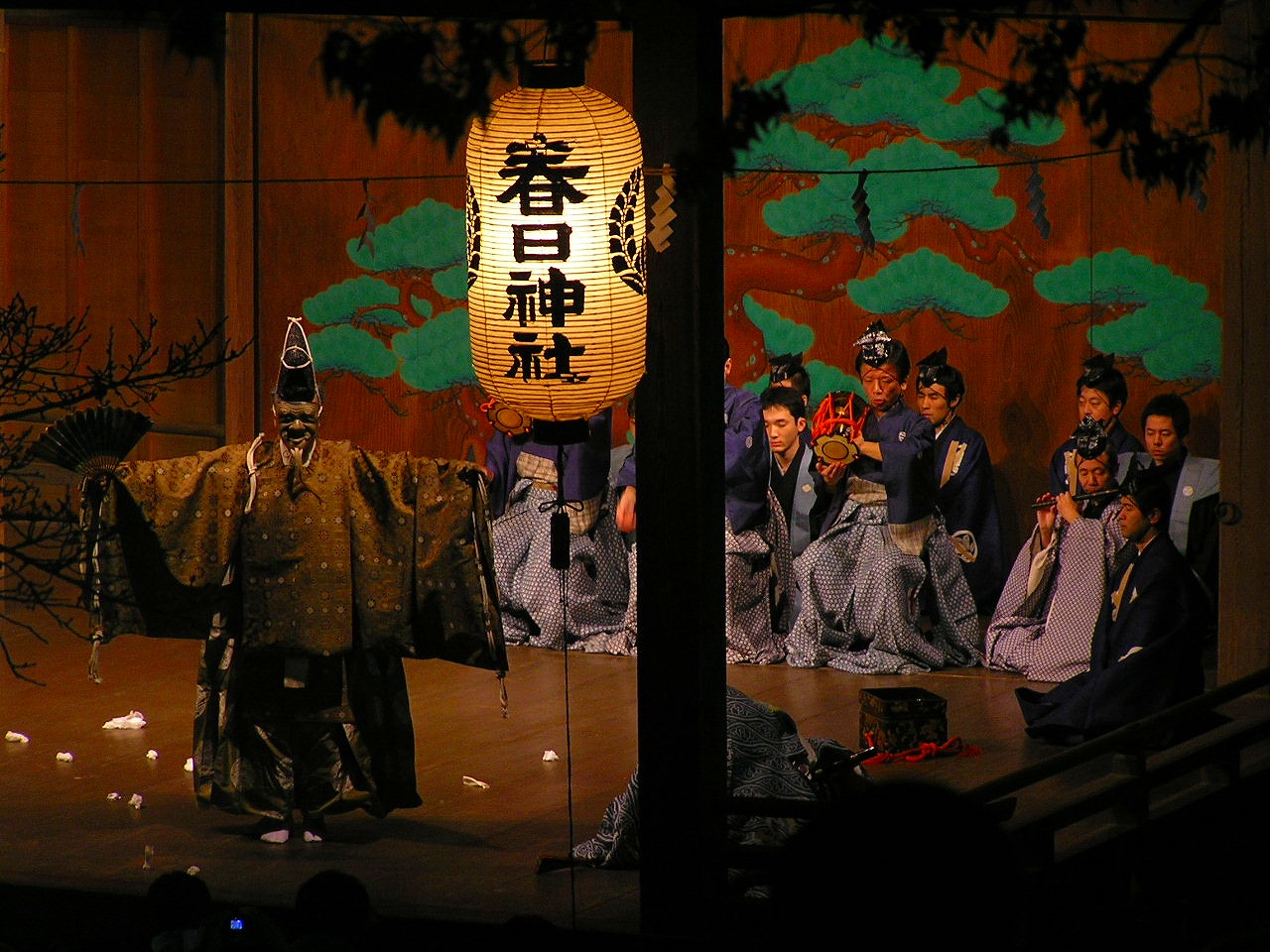
12 能楽

2010年代より急激に申請・登録数が増えたことでユネスコは登録件数が多い国からの申請受理を保留するようになり、2011年に秩父祭の屋台行事と神楽と高山祭の屋台行事を提案したが、2009年登録の京都祇園祭の山鉾行事に類似しているとして登録が見送られた。その後、2014年に2009年登録の石州半紙に本美濃紙と細川紙を加えて「和紙」として拡張登録に成功したことをうけ、2016年に京都祇園祭の山鉾行事と日立風流物に前述の秩父祭の屋台行事と神楽と高山祭の屋台行事や他の類似した物件を加えて「山・鉾・屋台行事」として拡張登録し、登録数を抑制したいユネスコもこの手法を評価したこともあり、2018年には2009年登録の甑島のトシドンに類似した物件を加えて「来訪神：仮面・仮装の神々の儀式的訪問」として拡張登録した。しかしながら引き続き登録数が多い日本は一年おきの提案を余儀なくされている。
2020年の第15回政府間委員会では、「伝統建築工匠の技：木造建造物を受け継ぐための伝統技術」（建造物修理、建造物木工、檜皮葺・杮葺、茅葺、檜皮採取、屋根板製作、茅採取、建造物装飾、建造物彩色、建造物漆塗、屋根瓦葺（本瓦葺）、左官（日本壁）、建具製作、畳製作、装潢修理技術、日本産漆生産・精製、縁付金箔製造）が登録された。この登録に関しては、ユネスコが世界遺産における今後の登録指標の一つとして、「候補対象の保護に無形文化遺産が必要不可分に関わっているもの（文化資材と技術の保護・継承）」を挙げていることから、2021年1月21日に開催した文化審議会世界文化遺産部会では新たに推薦されるべき世界遺産候補には伝統建築工匠の技が受け継がれているものを優先することを確認。
次いで、兵庫県の「阿万の風流大踊小踊」、香川県の「綾子踊」、鹿児島県奄美地方の「諸鈍芝居」、沖縄県の「多良間の豊年祭」といった雨乞い・豊作祈願や盆踊りのような先祖供養の舞楽祭事を、2009年に登録された「チャッキラコ」の拡張登録として提案することを検討。2020年2月19日に開催された文化審議会で民俗芸能の「風流踊」として一括申請することを決定した（「諸鈍芝居」や「多良間の豊年祭」は選定除外）。さらに2021年1月15日に岐阜県郡上市の「寒水の掛踊」、長崎県対馬市の「対馬の盆踊」、熊本県荒尾市の「野原八幡宮風流」を重要無形民俗文化財に指定するよう答申があり、これに加え長野県の「新野の盆踊」も取り込み24都府県41件で臨むこととした。2022年11月30日に登録決定。
さらに2013年に「和食」が登録されて以降、海外で和食への関心が高まり、訪日外国人旅行者による和食消費も増えていることと、政府による日本産食品・食材の輸出促進やブランド化とその権利保護政策もあり、日本酒の申請・登録の検討を始めた。申請に際しては法的保護根拠が必要で、文化財保護法による重要無形文化財等の指定が前提となるため、杜氏の人間国宝認定なども視野にいれている。これに関しては2021年1月18日に行われた菅義偉首相（当時）の施政方針演説で意思表明が行われ2024年の登録を目指すとし、2022年2月25日に文化審議会無形文化遺産部会が「穀物を原料とし麹を用いる発酵技法」の焼酎や泡盛も含めた「伝統的酒造り」として提案候補とし、2023年3月8日に文化審議会が正式な提案候補に選定、3月14日に無形文化遺産条約関係省庁連絡会議が承認、3月28日付でユネスコへ提案書を提出して受理され、2024年12月5日未明（日本時間）に第19回政府間委員会で登録が決定した。
地方自治体や在野の民間団体から候補としての積極的な提案もなされるようになったことをうけ、文化庁は茶道・華道・鵜飼・和装・盆栽・温泉・俳句といった日本の伝統的な生活文化について対象として検討することも決めており、2021年4月16日に改正された文化財保護法では国による「指定」ではなく所有者側から建造物を提案して「登録」する登録有形文化財制度を無形文化財にも拡大し、無形文化遺産推薦時の法的保護根拠とする体制を整えた。こうした体制整備を経て、2023年12月18日に文化審議会無形文化遺産部会が「（仮名交じり文を含む日本独自の）書道」を提案することを決めユネスコに提案したが（中国の書道やモンゴル書道・アラビア書道が登録されており、特に中国では文房四宝の顕彰が後押しとなった）、1回あたりの審査件数の上限が60件と定められており、2024年の提案では定数を超える提案があったことから、登録数が多い日本からの提案は棄却（保留）され、2025年に改めて提案することとなり2027年の登録審査を目指す。
また、2025年の政府間委員会での審査に、既存登録の「和紙」に福井県の「越前鳥の子紙」を、「山・鉾・屋台行事」に茨城県の「常陸大津の御船祭」、新潟県の「村上祭の屋台行事」、富山県の「放生津八幡宮祭の曳山・築山行事」、滋賀県の「大津祭の曳山行事」を、「伝統建築工匠の技」に「手織中継表（畳表）製作」を追加登録することも決めた。
2024年10月には華道が登録有形文化財に答申され、無形文化遺産へ向けての準備を整いはじめ次なる有力候補に浮上するなどの動きがあるほか、2025年の参議院予算委員会の質疑で温泉文化の登録推進を求める意見に対し、石破茂首相が地方創生やインバウンド振興の観点からも政府として精力的に動く確約を表明するなどもしている。さらに、既に登録されている早池峰神楽と佐陀神能に高千穂神楽など無形文化財指定済のものを加え神楽の拡張登録を目指す動きも活発化している。
日本ではまだトランスバウンダリー（国境をまたぐ物件／複数国との共同所有）の登録はないが、京都市の錦市場が「アーケードがある歴史的な商店街」として無形文化遺産の登録を目指し、同様の施設がある諸外国に呼びかけ10ヶ国13ヶ所が賛同しており、さらに参加を表明する意思がある場所もあり、2024年5月に連絡協議会を発足させるなど、民間主導で進められるプロジェクトも現れた。商店街という構造自体は有形の不動産構築物だが、「市場という空間での買物」という昔ながらの生活習慣を残すことを目的としつつ、観光地にある商店街での観光公害対策を世界視線で共同で解決する方策も模索する。

## 積極的活用
ユネスコは新型コロナウイルス感染症の流行で混乱した社会の立て直しに、地域毎の伝統や受け継がれてきた知恵といった無形財（文化的財）やリビングヘリテージにヒントがあるとし、無形文化遺産の積極的活用やコロナ終息後に無形文化遺産を体感しにゆく“Dive into Intangible Cultural Heritage（無形遺産に飛び込もう）”プロジェクトを立ち上げ、レジリエント・ツーリズムとして推奨する。

## 特例措置
2022年の第17回政府間委員会は11月28日〜12月3日を予定していたが、そこへ申請していたウクライナの郷土料理であるボルシチを、ロシアのウクライナ侵攻をうけ、第5回臨時政府間委員会をユネスコがオンライン会議形式で招集して7月1日に急遽登録を決定した。